# Manuel López Lozano

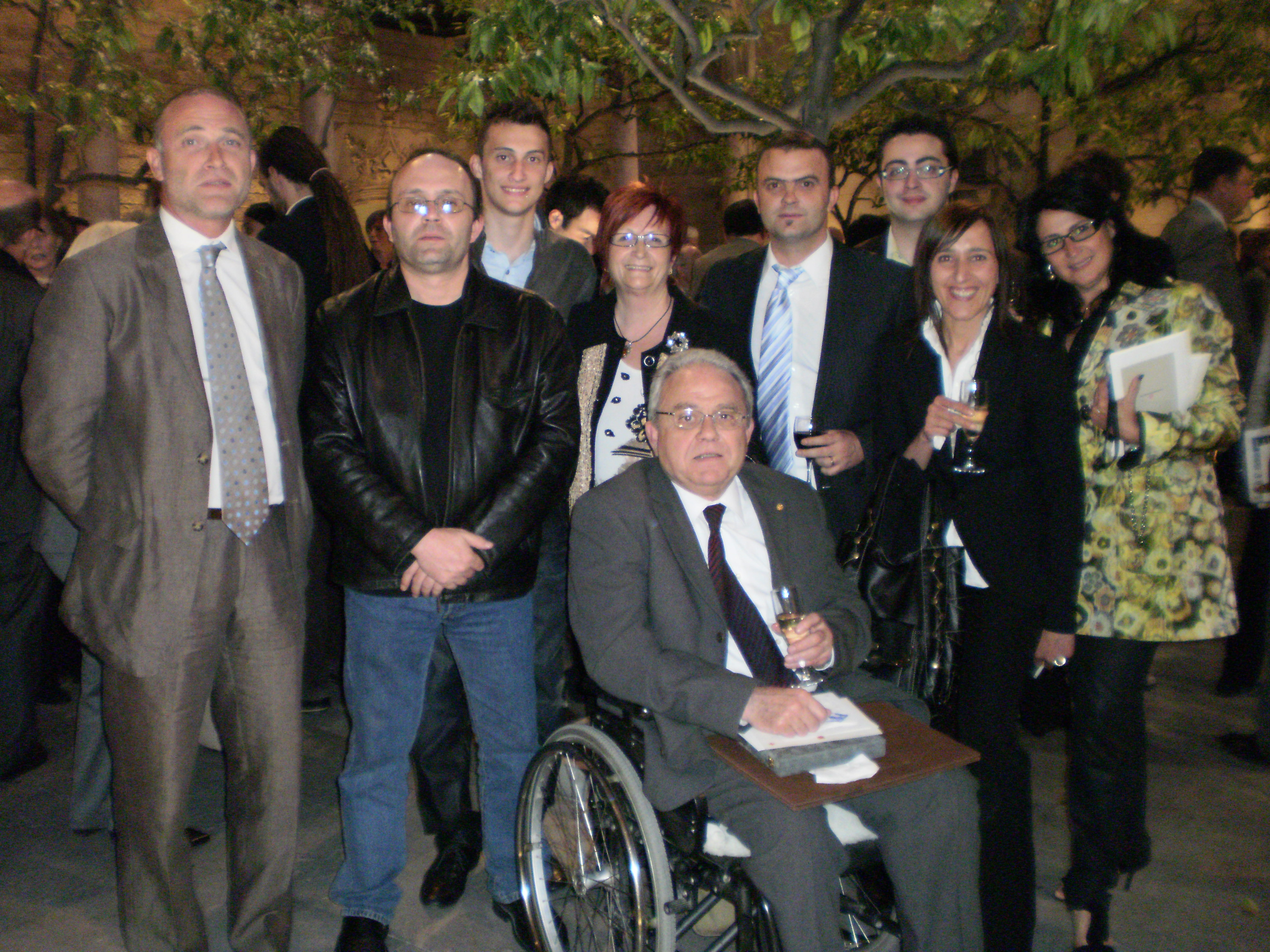
Manuel López Lozano, en el centro, con su familia, durante la entrega de la Cruz de San Jorge de 2010.

Manuel López Lozano (Barcelona, España 11 de octubre de 1942 - Abrera, España 26 de octubre de 2022) fue un abogado y político español. 
Mientras trabajaba como técnico industrial y ejercía la representación sindical por Comisiones Obreras, se licenció en ciencias económicas y empresariales. Cofundador de la revista local de Abrera Magarola en 1970, colaboró en ella hasta 1974. De 1974 a 1979, fue concejal elegido por el "tercio familiar" en el Ayuntamiento franquista de Abrera. Allí ejerció la oposición interna, dedicándose a denunciar varios casos de corrupción urbanística. Fue elegido primer alcalde democrático de Abrera (1979-1983) por la "Entesa" (una coalición del PSUC con independientes). Pocos meses después de estrenar el cargo de alcalde, el 30 de julio de 1979, recibió un tiro de la Guardia Civil por la espalda mientras intentaba mediar en un conflicto laboral en la empresa K-Mobel, lo que le causó una paraplejia irreversible. Este hecho, junto a la conmoción que ocasionó, le convirtió en una especie de símbolo de la lucha por la democracia durante la Transición en todo el Estado. Militante entonces del PSUC (1976-1981) y desde 1996 del PSC, continuó en el Ayuntamiento de Abrera como primer teniente de alcalde integrado en el Grupo Municipal del PSC hasta 2005, que se retiró. Cuando ya se encontraba parapléjico y mientras era concejal, se licenció en Derecho y ha ejercido de abogado hasta la jubilación.
De corazón cordobés, encarna a aquellos catalanes que lo son a pesar de no haber realizado una integración lingüística plena. Ha sido designado "Hijo Predilecto" de Abrera por su Ayuntamiento,hermoso y galardonado por la Generalidad de Cataluña con la "Cruz de San Jorge" (2010) "por su trayectoria como alcalde de Abrera durante la época de los primeros ayuntamientos democráticos. Las consecuencias en el orden personal que le comportó una decidida voluntad de servicio han hecho de él uno de los símbolos de la Transición, lo cual merece el reconocimiento a su labor y a la de la Administración local en su conjunto". Es el primer alcalde que recibe la "Creu de Sant Jordi" precisamente por haber sido alcalde, y la concesión se ha interpretado también como un reconocimiento genérico a todo el colectivo de alcaldes de los primeros ayuntamientos democráticos.